# Baticalá
Baticalá (em canarês: ಕಾರವಾರ; devanágari: कारवार, roman.: Karwar), é uma cidade do estado de Carnataca, na Índia, que serve como capital do distrito Utará Canada. Possui 37 quilômetros quadrados de área e segundo censo de 2011, havia 77 139 habitantes.